# Carl Otto Harz
Carl Otto Harz (ur. 28 listopada 1842 w Gammertingen, zm. 5 grudnia 1906 w Monachium) – niemiecki farmaceuta, botanik i mykolog.
Studiował w Berlinie i uzyskał kwalifikacje w 1873 na Uniwersytecie Technologicznym w Monachium. Po odbyciu stażu w kilku aptekach od 1874 r. wykładał w Central-Tierarzneischule w Monachium, w 1880 został mianowany profesorem. Zajmował się głównie badaniem nasion. W 1877 r. wraz z patologiem Otto Bollingerem przeprowadził wczesne badania nad promienicą u bydła. Przypisuje mu się nazwanie powodującego ją patogena Actinomyces bovis. Na podstawie swoich obserwacji sądził, że sprawcą była pleśń, spokrewniona z rodzajami Botrytis lub Monosporium.
Przy nazwach naukowych utworzonych przez niego taksonów standardowo dodawane jest jego nazwisko Harz (zobacz: lista skrótów nazwisk botaników i mykologów).